# غريغوري بليك سميث
غريغوري بليك سميث (بالإنجليزية: Gregory Blake Smith)‏ (1951)؛ روائي أمريكي.